# シカゴ新報
「シカゴ新報」（シカゴしんぽう、英語: The Chicago Shimpo、ISSN 0009-370X）は、シカゴ新報社（英語: Chicago Shimpo, Inc.）によって、アメリカ合衆国イリノイ州シカゴで発行されている日系アメリカ人向けの新聞。1995年の時点では、週2回刊で発行されていた。事務所は、シカゴのオルバニー・パーク（Albany Park）に置かれていたが、2014年をもって郊外のアーリントンハイツに移転した。「シカゴ新報」は日本語と英語の両方による記事を掲載しており、フリーペーパーなどを除き、シカゴ周辺では唯一の日系アメリカ人向けの新聞、邦字新聞である。

## 歴史
第二次世界大戦中、強制収容所にいた藤井僚一は、解放後に「シカゴ新報」を創刊した。創刊号は1945年11月15日に発行され、1947年以降は英語ページが加わった。1950年に業務管理者として「シカゴ新報」に参加した杉本幸八郎は、その後1966年に、この新聞社の社長、発行人となった。藤井は、1981年に引退した。その後は、フランク・T・菅野が引き継いだが、もし菅野がこの新聞を引き受けていなければ、藤井の後継者が指名されていなかった「シカゴ新報」は、おそらく存続していなかったであろう。1982年には、杉本が引退した。1994年、フランク・菅野が死去し、妻菅野昭子が新聞社の経営を引き継いだ。この時点では、アーサー・森光が菅野昭子に次ぐ経営責任を担った 。
1995年ころには、シカゴにおける日系コミュニティは同化が進んで規模も縮小し、日本語の新聞への需要も後退したため、「シカゴ新報」は経営に苦しむようになった。1980年代半ば以降の10年ほどの間、この新聞社は財務上の問題を抱え続けていた。1995年中、部数は5,000部で停滞しており、新聞社の買い手を見つけられなかった。この当時、「シカゴ新報」購読者の最大の集団は、日系人のためにシカゴ北部に設けられた退職者ホーム「平和テラス (Heiwa Terrace)」にあった。「シカゴ・トリビューン」紙のマイケル・A・レヴ（Michael A. Lev）は、「逆説的なことに、日系アメリカ人にとっての良いニュースが、日系アメリカ人のために闘ってきたこの新聞にとっては悪いニュースになっていた」と述べている。
菅野昭子は、シカゴ周辺の企業に働く日本人も含めた、より若い読者層を引きつけるために、記事が掲載されるまでの時間的な遅れを圧縮させた。それまでは、何ヶ月も前の出来事の記事が載ることもあったが、菅野が改善に取り組んだ結果、記事の遅れは1週間程度になった。菅野はまた、インターネットを含む、現代的な話題も紙面で取り上げるようにした。
2014年に本社が日本人が多く住むシカゴ郊外のアーリントンハイツに移転。